# 比爾馬

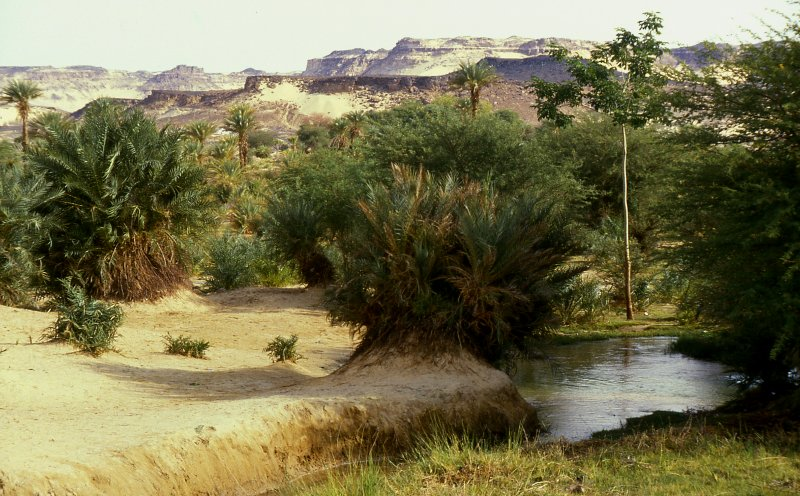
比爾馬的綠洲

比爾馬（法語：Bilma）是尼日爾的城鎮，由阿加德茲大區負責管轄，海拔高度358米，2011年人口6,481。2010年6月23日，該鎮錄得48.2攝氏度，是該國歷來最高的氣溫。
18°41′N 12°55′E / 18.683°N 12.917°E